# Bocsig
Bocsig è un comune della Romania di 3 576 abitanti, ubicato nel distretto di Arad, nella regione storica della Transilvania.
Il comune è formato dall'unione di 3 villaggi: Bocsig, Mânerău, Răpsig.
Principale attrazione di Bocsig è il castello Karagherghevici, costruito nel 1860 in stile rinascimentale.